# Niall Horan
Niall James Horan (Mullingar, 13 september 1993) is een Ierse singer-songwriter die voornamelijk bekend werd als lid van de boyband One Direction. Daarnaast heeft hij ook solohits met This Town, Slow Hands, Too Much to Ask, On the Loose, Nice to Meet Ya, Black and White en Heaven. Op 20 oktober 2017 bracht hij zijn eerste album Flicker uit. Zijn tweede album Heartbreak Weather en derde album The Show volgden in respectievelijk 2020 en 2023.

## Biografie

### 1993-2009: jeugd en begin loopbaan
Horan werd geboren op 13 september 1993 in Mullingar. Hij heeft een oudere broer, en zijn ouders scheidden toen hij vijf was. Niall en zijn broer besloten bij hun moeder te blijven wonen, maar na een jaar verhuisden ze naar hun vader.

### 2010-2015: X-Factor en internationale doorbraak met One Direction
Op zestienjarige leeftijd nam Horan deel aan The X Factor en zong hij het nummer So sick van Ne-Yo en ging hij door naar de volgende ronde. In de bootcamp faalde hij, maar op suggestie van jurylid Simon Cowell vormde hij samen met Zayn Malik, Harry Styles, Liam Payne en Louis Tomlinson een boyband. Uiteindelijk eindigde One Direction als derde tijdens die editie van The X Factor. Kort daarop tekende de band een platencontract bij Modest! In de jaren die volgden was de band wereldwijd zeer succesvol met diverse albums.

### 2016 tot heden: werkonderbreking One Direction en solocarrière
In september 2016 tekende Horan een contract bij Capitol Records voor het uitbrengen van een soloalbum. Zijn debuutsingle This Town kwam vervolgens in september 2016 uit en werd een hit in diverse landen. Zijn debuutalbum Flicker verscheen in oktober 2017. Op 29 augustus 2017 begon Niall met de Flicker Sessions, een tournee met twintig shows, die werd gehouden in kleine zalen. Veel fans waren daarom erg teleurgesteld dat ze geen kaarten meer konden krijgen, maar Niall verzekerde hen dat dit pas het begin was. Horan begon met zijn eerste solo wereldtournee, en zijn tweede concerttournee, in 2018, genaamd Flicker World Tour.
Op 4 oktober 2019 bracht Horan zijn single Nice to Meet Ya uit. Dit is de eerste single van zijn tweede soloalbum. Op 6 december 2019 kwam de tweede single van zijn tweede album uit, Put a Little Love on Me. Ook maakte hij bekend in 2020 met de Nice to Meet Ya Tour te beginnen, maar die werd afgelast vanwege de uitgebroken coronapandemie. Op 13 maart 2020 verscheen het genoemde tweede album onder de titel Heartbreak Weather.
In de zomer van 2021 bracht hij met zangeres Anne-Marie het nummer Our Song uit. Op 19 november 2021 brachten zij een cover uit van het nummer Everywhere voor het goede doel BBC Children in Need. Begin 2023 kwam de single Heaven uit, dat later verscheen op zijn derde studioalbum The Show, uitgekomen op 9 juni dat jaar.

## Discografie

### Albums
| Album met eventuele hitnotering(en) in de Nederlandse Album Top 100 | Datum van verschijnen | Datum van binnenkomst | Hoogste positie | Aantal weken | Opmerkingen |
| ------------------------------------------------------------------- | --------------------- | --------------------- | --------------- | ------------ | ----------- |
| Flicker                                                             | 2017                  | 28-10-2017            | 1(1wk)          | 44           |             |
| Heartbreak Weather                                                  | 2020                  | 21-03-2020            | 4               | 31           |             |
| The Show                                                            | 2023                  | 17-06-2023            | 1               | 14           |             |

| Album met hitnotering(en) in de Vlaamse Ultratop 200 albums | Datum van verschijnen | Datum van binnenkomst | Hoogste positie | Aantal weken | Opmerkingen |
| ----------------------------------------------------------- | --------------------- | --------------------- | --------------- | ------------ | ----------- |
| Flicker                                                     | 2017                  | 28-10-2017            | 5               | 53           |             |
| Heartbreak Weather                                          | 2020                  | 21-03-2020            | 4               | 71           |             |
| The Show                                                    | 2023                  | 17-06-2023            | 1               | 21           |             |

### Singles
| Single met eventuele hitnotering(en) in de Nederlandse Top 40 | Datum van verschijnen | Datum van binnenkomst | Hoogste positie | Aantal weken | Opmerkingen                                  |
| ------------------------------------------------------------- | --------------------- | --------------------- | --------------- | ------------ | -------------------------------------------- |
| This Town                                                     | 29-09-2016            | 15-10-2016            | 12              | 25           | Nr. 24 in de Single Top 100                  |
| Slow Hands                                                    | 04-05-2017            | 27-05-2017            | 13              | 19           | Nr. 36 in de Single Top 100 / Alarmschijf    |
| Too Much to Ask                                               | 2017                  | 30-09-2017            | 12              | 16           | Nr. 20 in de Single Top 100 / Alarmschijf    |
| On the Loose                                                  | 2018                  | 07-04-2018            | 35              | 5            |                                              |
| Flicker                                                       | 2018                  | 22-09-2018            | 23              | 6            | Alarmschijf                                  |
| Nice to Meet Ya                                               | 2019                  | 19-10-2019            | 25              | 13           | Nr. 34 in de Single Top 100                  |
| Put a Little Love on Me                                       | 2019                  | 14-12-2019            | tip18           | -            |                                              |
| No Judgement                                                  | 2020                  | 22-02-2020            | 28              | 9            | Nr. 55 in de Single Top 100 / Alarmschijf    |
| Black and White                                               | 2020                  | 09-05-2020            | tip20           | -            |                                              |
| Our Song                                                      | 2021                  | 10-07-2021            | 32              | 11           | met Anne-Marie / Nr. 59 in de Single Top 100 |
| Heaven                                                        | 2023                  | 24-02-2023            | 8               | 20           |                                              |

| Single met hitnotering(en) in de Vlaamse Ultratop 50 | Datum van verschijnen | Datum van binnenkomst | Hoogste positie | Aantal weken | Opmerkingen        |
| ---------------------------------------------------- | --------------------- | --------------------- | --------------- | ------------ | ------------------ |
| This Town                                            | 29-09-2016            | 08-10-2016            | 22              | 10           |                    |
| Slow Hands                                           | 04-05-2017            | 20-05-2017            | 29              | 18           |                    |
| Too Much to Ask                                      | 2017                  | 30-09-2017            | 18              | 13           |                    |
| On the Loose                                         | 2018                  | 24-03-2018            | 24              | 14           |                    |
| Finally Free                                         | 2018                  | 21-07-2018            | tip             | -            |                    |
| Nice to Meet Ya                                      | 2019                  | 19-10-2019            | 30              | 12           |                    |
| No Judgement                                         | 2020                  | 14-03-2020            | 48              | 2            |                    |
| Black and White                                      | 2020                  | 23-05-2020            | tip             | -            |                    |
| What a Time                                          | 2021                  | 29-05-2021            | tip             | -            | met Julia Michaels |
| Our Song                                             | 2021                  | 10-07-2021            | 50              | 1            | met Anne-Marie     |
| Heaven                                               | 2023                  | 26-02-2023            | 19              | 16*          |                    |

### NPO Radio 2 Top 2000
| Nummers met noteringen in de NPO Radio 2 Top 2000 | '17  | '18  | '19 | '20  | '21  | '22  | '23  | '24  |
| ------------------------------------------------- | ---- | ---- | --- | ---- | ---- | ---- | ---- | ---- |
| Heaven                                            | ×    | ×    | ×   | ×    | ×    | ×    | -    | 1004 |
| Nice to Meet Ya                                   | ×    | ×    | -   | 1967 | -    | -    | -    | 1916 |
| Slow Hands                                        | -    | -    | -   | -    | -    | -    | 1827 | 1663 |
| This Town                                         | 1257 | 1477 | -   | 1540 | 1481 | 1233 | 886  | 831  |

1. ↑  Een '-' betekent dat het nummer niet was genoteerd, een '×' betekent dat het nummer nog niet was uitgebracht en een vetgedrukt getal geeft de hoogste notering van een nummer aan.
2. ↑  2017 was het eerste jaar met een notering voor Niall Horan.

## Prijzen
| Jaar | Prijs                    | Categorie                 | Genomineerd werk | Uitslag     |
| ---- | ------------------------ | ------------------------- | ---------------- | ----------- |
| 2017 | People's Choice Awards   | Favourite Breakout artist | This Town        | Gewonnen    |
| 2017 | iHeartRadio Music Awards | Best solo Breakout        | Niall Horan      | Genomineerd |

## Tours
- Flicker Sessions (2017)
- Flicker World Tour (2018)
- Nice to Meet Ya Tour (2020 – geannuleerd wegens COVID-19)
- The Show Live On Tour (2024)